# Capra nubiana (razza)
La capra nubiana è una razza di Capra che, a dispetto del nome, ha origini asiatiche.
È facilmente riconoscibile per il naso simile a quello della pecora: per distinguerle da razze di pecora simili (come la Barbado) bisogna controllare la coda, che nelle capre è sempre rivolta verso l'alto, mentre nelle pecore è sempre pendula.
Il nome "nubiana" viene spesso utilizzato anche per designare la capra anglo-nubiana, che però è una razza differente.
La nubiana propriamente detta è di grosse dimensioni e più massiccia rispetto ad altre razze da latte; il colore è assai variabile, ma le orecchie devono essere grandi e pendule e il naso "romano".
Queste capre hanno carattere socievole e tendono ad usare maggiormente le vocalizzazioni rispetto alle altre razze.
La taglia di queste capre le rende atte a due scopi; da una parte la produzione di latte, che in questa razza è più grasso rispetto alle altre (producono latte più grasso della nubiana solo la capra nana, la capra pigmea e la capra boera, che tuttavia sono poco utilizzabili per la produzione su larga scala).
Sempre più spesso, poi, questi animali vengono tenuti come animali da compagnia, che in più producono abbastanza latte da soddisfare i bisogni giornalieri di una famiglia media.